# Мицул, Анастасия Ивановна
Анастасия Ивановна Мицул, в замужестве — Мицул-Макеева (1926, село Коржево — неизвестно, село Дзержинское, Молдавская ССР) — звеньевая колхоза «13 лет Октября» Дубоссарского района, Молдавская ССР. Одна из первых восьми тружеников Молдавской ССР, награждённых в 1949 году почётным званием Герой Социалистического Труда.

## Биография
Родилась в 1923 году в крестьянской семье в селе Коржево (сегодня — в городских границах города Дубоссары). В послевоенное время трудилась рядовой колхозницей, звеньевой табаководческого звена в колхозе «13 лет Октября» Дубоссарского района.
Звено под её руководством ежегодно показывала высокие трудовые результаты в табаководстве. В 1948 году звено собрало в среднем с каждого гектара по 22,9 центнера табачного листа сорта «Трапезонд» на участке площадью 3 гектара. Указом Президиума Верховного Совета СССР от 9 марта 1949 года удостоена звания Героя Социалистического Труда за «получение высоких урожаев табака при выполнении колхозом обязательных поставок и контрактации по всем видам сельскохозяйственной продукции, натуроплаты за работу МТС в 1948 году, и обеспеченности семенами всех культур в размере полной потребности для весеннего сева 1949 года» с вручением ордена Ленина и золотой медали «Серп и Молот» (№ 3232).
Этим же указом званием Героя Социалистического Труда были награждены труженики колхоза «13 лет Октября» бригадир Матвей Павлович Каймакан, звеньевые Вера Петровна Дорул и Мария Ивановна Малай.
Трудилась в колхозе до выхода на пенсию. Проживала в селе Дзержинское. Дата смерти не установлена.
Память
В мае 2017 года в городе Дубоссары была установлена Доска почёта Героев Социалистического Труда, на которой размещён её портрет.